# George Clinton (político)
George Clinton (Little Britain, 26 de julho de 1739 – Washington, D.C., 20 de abril de 1812) foi um político e militar estadunidense. Foi vice-presidente dos Estados Unidos e Governador de Nova Iorque.

## Vice-presidência
As eleições presidenciais de 1804 foram as primeiras depois da aprovação da Emenda à Constituição dos Estados Unidos que modificou o sistema de eleição do presidente e do vice-presidente.
De acordo com a nova norma, os candidatos a Presidente eram distintos dos candidatos a vice-presidente, e cada eleitor votava por um só candidato a presidente e por um candidato distinto para vice-presidente, separando assim as eleições e simplificando o sistema (evitando que houvesse um presidente de um partido e um vice-presidente de outro).
Devido à desconfiança que sentia por Aaron Burr, o presidente Thomas Jefferson desejava prescindir dele; uma decisão que se viu reforçada pelos escândalos nos quais se viu envolvido o vice-presidente. Assim que Jefferson fez com que o seu partido não apoiasse uma possível reeleição de Burr, e que em seu lugar apontasse outro candidato a vice-presidente, o escolhido foi George Clinton.
Jefferson era o candidato a presidente (aspirando à reeleição) e Clinton candidato a vice-presidente dos democratas-republicanos, e enfrentaram os candidatos federalistas.
A equipa Jefferson-Clinton obteve uma retumbante vitória nas eleições de Novembro de 1804; conseguiram os votos de 162 eleitores contra apenas catorze dos candidatos federalistas. Dos votos populares, que as leis de alguns estados permitiram participar na eleição dos grandes eleitores, Jefferson e Clinton obtiveram 72,8%.
Desta maneira Clinton converteu-se em vice-presidente eleito, e tomou posse em 4 de Março de 1805, sendo a quarta pessoa a ocupar o cargo.

## Vice-presidente
Quando se aproximaram as eleições presidenciais de 1808 o caucus democrata-republicano no Congresso dos Estados Unidos (o grupo formado por todos os senadores e representantes que tinha o partido no Congresso) reuniu-se para eleger o candidato presidencial do partido. Clinton considerou que tinha direito a ser nomeado, já que historicamente o vice-presidente era o próximo presidente (fora assim com Adams e Jefferson); mas em 23 de Janeiro de 1808 o caucus elegeu o Secretário de Estado James Madison como candidato à presidência. Ao mesmo tempo elegeram George Clinton como candidato do partido a vice-presidente, apoiando a sua reeleição para um segundo mandato vice-presidencial.
No entanto, uma ala do Partido Democrata-Republicano, descontente com o candidato Madison, decidiu apoiar a candidatura presidencial de George Clinton.
Logo que Clinton foi dado como candidato a presidente dos Estados Unidos por este grupo de democratas-republicanos dissidentes, ao mesmo tempo que era candidato a vice-presidente pelo sector oficial e maioritário do partido, as esperanças de Clinton (e de James Monroe, outro dissidente com a linha oficial) eram concentrar-se nos seus bastiões regionais para impedir que Madison tivesse a maioria absoluta exigida legalmente para ser presidente.
Quando chegaram as eleições, Madison obteve os votos de 122 grandes eleitores; o candidato federalista Charles C. Pinckney obteve o apoio de 47, e apenas 6 votaram em George Clinton para presidente. Esses 6 eleitores eram todos do estado de Nova Iorque, o estado natal de Clinton e do qual tinha sido governador durante muitos anos; e, ainda assim, os outros 13 eleitores de Nova Iorque votaram em Madison e não em Clinton. Quanto a votos populares, nos estados cujas leis lhes permitiam tomar parte na eleição presidencial, todos se repartiram entre Madison e Pinckney.
Em relação à candidatura a vice-presidente, tudo foi bem diferente; Clinton obteve os votos de 113 eleitores, contra 47 votos para o candidato federalista a vice-presidente, Rufus King, havendo ainda outros 3 eleitores que votaram em Monroe para vice-presidente e 3 que o fizeram em Madison para o mesmo cargo. Assim, Clinton foi reeleito vice-presidente para um segundo período consecutivo.
Em 4 de Março de 1809 Clinton tomou posse e iniciou formalmente o seu segundo período como vice-presidente dos Estados Unidos. No mesmo dia, Madison tomava posses como presidente. Clinton foi, em conjunto com John C. Calhoun, um dos dois únicos vice-presidentes de dois presidentes distintos (no caso de Clinton com Jefferson e com Madison).

## Família
Filho de Imigrantes Irlandeses que chegaram nos EUA por volta de 1729, cerca de 47 anos antes da Independência dos EUA, e seus pais eram Charles Clinton (1690 - 1773) e Elizabeth Denninston (1703 - 1775), e eles tiveram 2 filhos entre 1736 e 1739. E o George tinha uma esposa, Sarah Cornelia Tappen (1744 - 1800) e eles tiveram no total 6 filhos entre 1770 e 1785. E ele perdeu o irmão em 1812. E seu irmão teve 2 esposa, Mary DeWitt e Mary Little, e no primeiro casamento tiveram 7 filhos e no segundo eles tiveram 9 filhos, ou seja os pais deles Charles e Elizabeth tiveram 22 netos.